# Jean-Charles Pichegru
Jean-Charles Pichegru (Les Planches-près-Arbois, 16 februari 1761 – Parijs, 15 april 1804) was een Franse generaal, die vooral bekend is omdat hij eind 1794 de Zuidelijke Nederlanden bezette en vervolgens doorstootte naar de Republiek der Zeven Verenigde Nederlanden, samen met de Fransgezinde brigadegeneraals Jan Willem de Winter en Herman Willem Daendels.

## Biografie
Zijn vader was landbouwer, maar de fraters in het Franciscanerklooster gaven hem een goede opleiding, en een van zijn leermeesters, Père Partault, bracht hem naar de militaire academie van Brienne, waar hij wiskunde en filosofie doceerde. In 1783 werd hij lid van het eerste regiment van de artillerie, en schijnt deel te hebben genomen aan de Amerikaanse Onafhankelijkheidsoorlog. Tijdens de Franse Revolutie verdedigde hij de nieuwe denkbeelden, werd hij president van de Jacobijnenclub in Besançon. Toen een vrijwilligersregiment van het departement Gard werd geformeerd, werd hij gekozen tot luitenant-kolonel. De goede staat van zijn regiment werd snel opgemerkt, en men maakte gebruik van zijn organisatietalent door hem aan te stellen in de staf van het Rijnleger, en ten slotte tot brigadegeneraal te bevorderen.

### Invasie van de Nederlanden
In 1792 had Frankrijk aan Oostenrijk de oorlog verklaard en begon de Eerste Coalitieoorlog. In 1793 werden Carnot en Saint-Just eropuit gestuurd om veelbelovende niet-adellijke roturier-generaals te vinden; Carnot ontdekte Jourdan, en Saint-Just ontdekte Hoche en Pichegru. Deze moest, in samenwerking met Hoche en het Moezelleger, de Elzas heroveren en de gedemoraliseerde troepen van revolutionair Frankrijk reorganiseren. Zij slaagden daarin; Pichegru maakte gebruik van het elan van zijn soldaten om talloze kleine schermutselingen te winnen, forceerde met Hoche de linies van Haguenau en bezette Landau. In december 1793 werd Hoche gearresteerd, naar men zegt deels vanwege de kuiperij van zijn collega. Pichegru werd nu opperbevelhebber van het Rijn-en-Moezelleger en vervolgens werd hij opgeroepen om Jourdan op te volgen in het Armée du Nord in februari 1794.
Hij voerde in datzelfde jaar drie grote campagnes. De Britten en een Oostenrijks-Zuid-Nederlands leger hadden een sterke positie langs de Samber tot aan Noordzee in Vlaanderen. Na een vergeefse poging om het midden van dat leger te breken, keerde Pichegru plotseling naar hun linkerflank en versloeg Clerfayt bij Kassel, Menen en Kortrijk, terwijl zijn onderbevelhebber Moreau op 18 mei Coburg versloeg in de Slag bij Tourcoing. Na een pauze, tijdens welke Pichegru een schijnaanval op Ieper deed, stortte hij zich nogmaals op Clerfayt en versloeg deze bij Roeselare en bij de Hooglede, terwijl Jourdan opmarcheerde met het nieuwe Franse Samber-en-Maasleger en het Zuid-Nederlandse leger op 27 juni verpletterde in de Slag bij Fleurus.

### De winter van 1794-1795

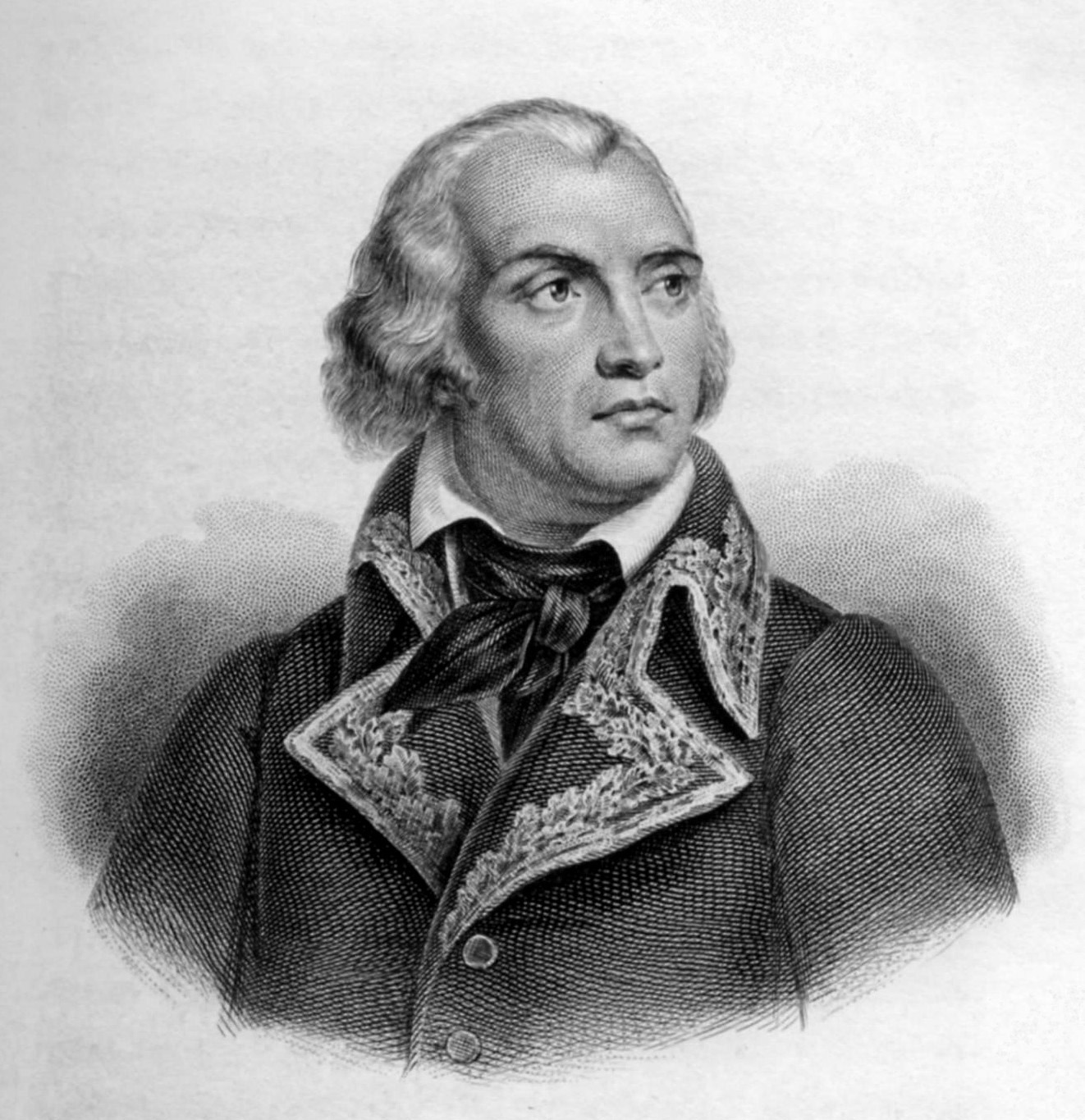
Jean-Charles Pichegru

Pichegru begon zijn derde campagne van 1794 en vestigde zijn hoofdkwartier in het huis van Pieter Vreede in Tilburg. Op 18 oktober wisten de Franse troepen de Maas over te steken en op 8 november Nijmegen in te nemen, waarop de Oostenrijkers zich terugtrokken achter de Rijn. Pichegru werd ziek en trok zich terug in Brussel. Het plan was om Breda te belegeren, maar niet geheel hersteld stak hij op 28 december op bevel van de Nationale Conventie de bevroren Maas over en vervolgens de Waal op 10 januari bij Zaltbommel en Tuil. Een deel van het leger bezette Heusden, Woudrichem en Leerdam, een ander deel Tiel, Geldermalsen, Rhenen en de Grebbelinie (16 januari) en nam bezit van Naarden (21 januari). Een derde divisie onder Dominique Vandamme bezette Arnhem en rukte daarna over Amersfoort (30 januari), Harderwijk (6 februari) en Zwolle (14 februari) naar Groningen (2 maart).
Toen de Engelsen en de Pruisen hun stellingen in de Betuwe en langs de Lek verlieten en zich op de 15e terugtrokken achter de IJssel (en op de 21e aankwamen in Deventer) was de verdediging een hopeloze zaak geworden. Utrecht capituleerde op 16 januari, vervolgens trokken de Fransen de stad binnen; Amsterdam volgde op 20 januari. Op 23 januari was hij in Den Haag. Het was opmerkelijk dat plunderingen achterwege bleven. Eind maart verliet hij de Bataafsche Republiek, om het commando aan te nemen van het gefuseerde Rijn-en-Moezelleger dat aan de Rijn gelegerd was.
In Mannheim trad hij in overleg met royalisten. Rond die tijd ontdekte Moreau dat Pichegru in gesprek was met Louis Joseph de Bourbon (de prins van Condé, die na de revolutie uit Frankrijk was weggevlucht) over een poging tot een staatsgreep om de monarchie te herstellen en Lodewijk XVIII op de Franse troon te zetten. Uit loyaliteit tegenover Pichegru besloot Moreau de correspondentie tussen hem en de prins van Condé geheim te houden. Toen de plannen alsnog bekend werden, probeerde Moreau nog zijn naam te redden door de correspondentie naar Parijs te sturen en een verklaring te laten uitgaan dat Pichegru een verrader was. Het was echter al te laat: Moreau werd ontslagen. In 1796 werd Pichegru uit zijn ambt gezet. Hij trok zich terug in het klooster Bellevaux, maar werd tot voorzitter van de Raad van Vijfhonderd gekozen.

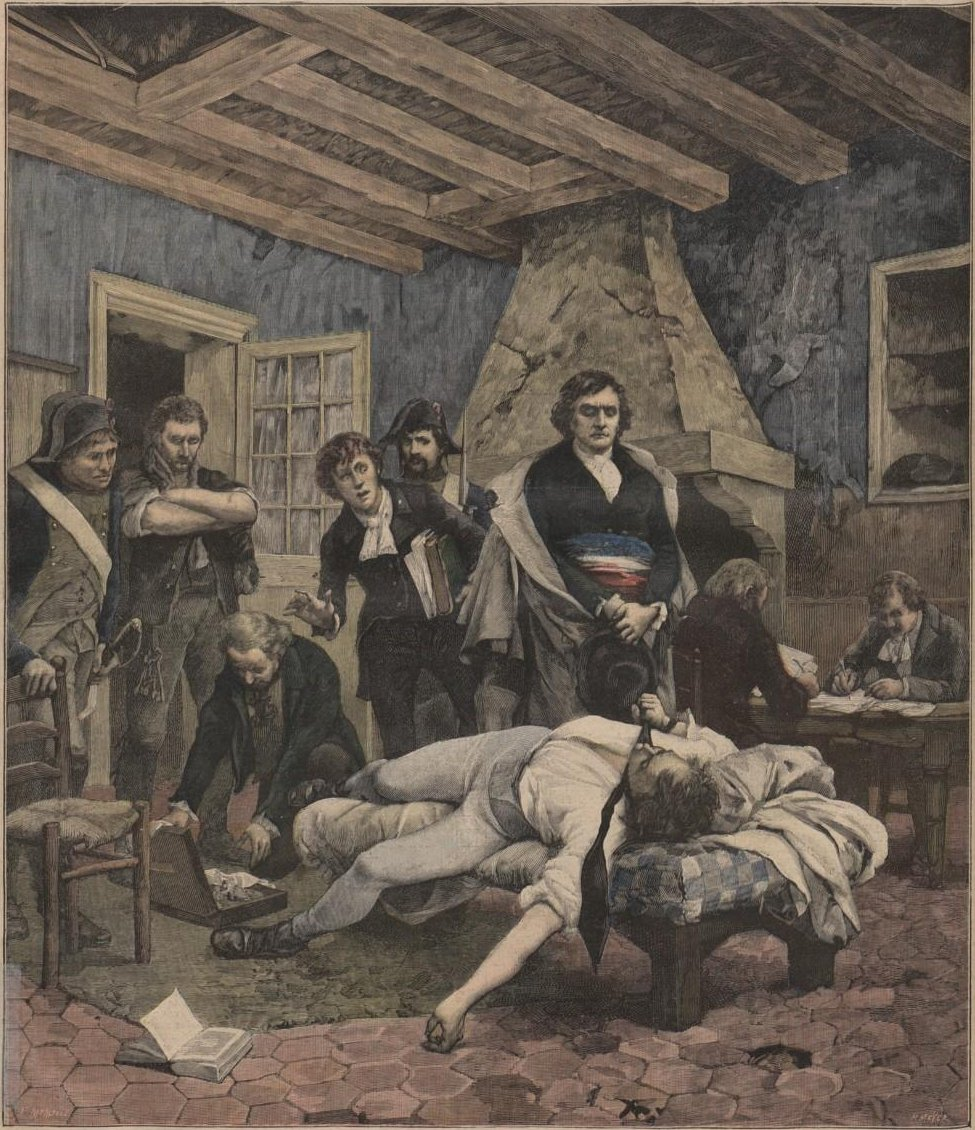
Georges Moreau de Tours, La Mort de Pichegru, 1891

### Verbanning
In 1797 was Pichegru betrokken bij complot tegen het Directoire en een poging tot staatsgreep, opgezet door Gracchus Babeuf en werd in september met zes anderen verbannen naar Frans Guyana. Hij ontsnapte in juni 1798 lopend naar Suriname; de gouverneur Jurriaan François de Friderici hield de zeven vluchtelingen de hand boven het hoofd. Via de Verenigde Staten reisde hij naar Londen, en maakte deel uit van de staf van generaal Alexander Rimski-Korsakov tijdens een campagne om de Franse troepen uit Zwitserland te verdrijven (1799).
Pichegru keerde in 1803 terug naar Frankrijk om wederom deel te nemen aan de voorbereidingen van een pro-royalistische coup samen met Georges Cadoudal. Dit draaide op een mislukking uit. Na te zijn verraden belandde hij in februari 1804 in de gevangenis, waar hij niet veel later gewurgd in zijn cel werd aangetroffen. Het verhaal gaat dat Napoleon de opdracht had gegeven voor de moord op Pichegru, maar dit is nooit bewezen. Het zou ook zelfmoord kunnen zijn geweest.

## 'Wat nu?' zei Pichegru
Toen Pichegru de grote rivieren in midden Nederland bereikte, leek dit een onneembare barrière. Hierop zou Pichegru "Wat nu?" hebben gezegd, wat uiteindelijk heeft geleid tot de uitdrukking "Wat nu, zei Pichegru" of "Wat nu, wat nu, zei Pichegru" (of Pietje cru). Deze uitdrukking is waarschijnlijk apocrief en is mogelijk van latere datum.

Franse invasie 1794-1795 in de Nederlanden en het Rijnland
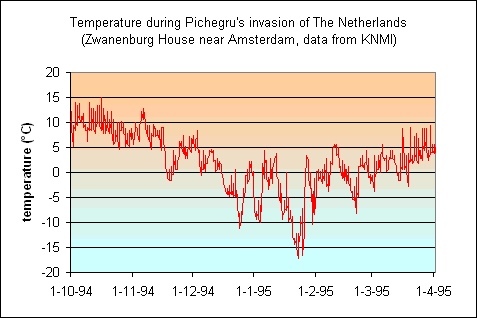
Temperatuur bij het Zwanenburghuis gedurende de winter van 1794/1795. Gegevens: KNMI
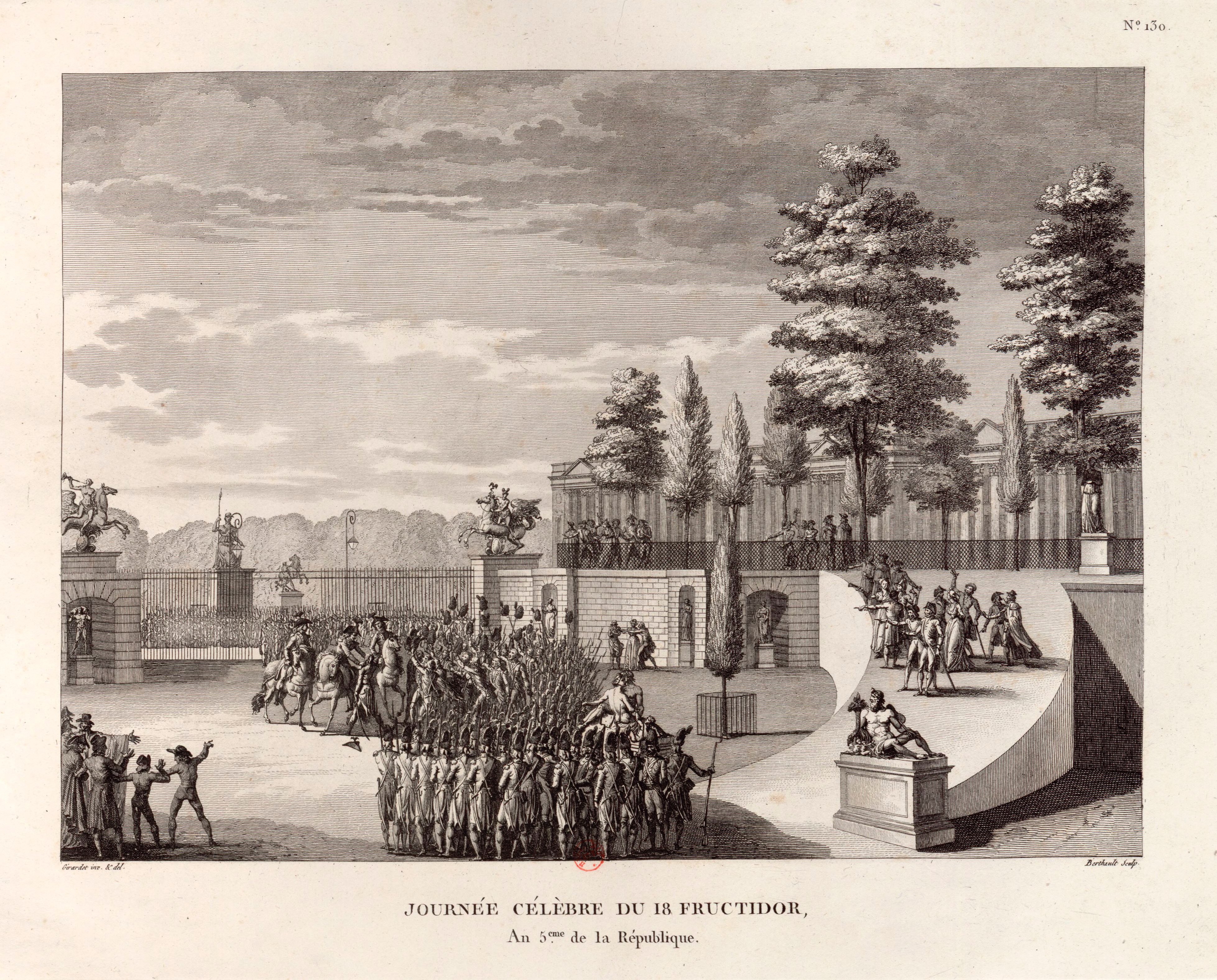
Pichegru wordt gearresteerd door Pierre Augereau op 4 september 1797